# オーウザン・オジャクプ
オーウザン・オジャクプ（オウズハン・オジヤクプ、Oğuzhan Özyakup、1992年9月23日  - ）は、オランダ・ザーンスタット出身のプロサッカー選手。フォルトゥナ・シッタート所属。ポジションは、ミッドフィールダー。

## クラブ経歴

### アーセナル
2008年9月1日、アーセナルFCの下部組織に入団。
2008–09シーズンはプレミアアカデミーリーグとFAユースカップの2冠を達成。翌シーズンもリーグ連覇を果たした。
2011年8月28日のマンチェスター・ユナイテッドFC戦で初めてトップチームに呼ばれた。9月のフットボールリーグカップ・シュルーズベリー・タウンFC戦でトップチームデビュー。ヨッシ・ベナユンのゴールをアシストし3-1の勝利に貢献した。
UEFAチャンピオンズリーグ 2011-12ラウンド16のACミラン戦ではベンチ入りしたものの出番はなかった。

### ベシクタシュ
2012年6月8日、40万ユーロ＋出来高10万ユーロの契約でベシクタシュJKに移籍。2014年6月、新たに130万ユーロ＋出場給10万ユーロの契約を結んだ。2016年3月6日の第24節・エスキシェヒルスポル戦でスュペル・リグ100試合出場を達成。

### フェイエノールト
2020年1月29日、フェイエノールトにシーズン終了までのレンタル移籍。

## 代表歴
U-17世代ではオランダ代表を選択、UEFA U-17欧州選手権2009ではキャプテンを務め準優勝に貢献した。
2012年、19歳の時にトルコ代表への変更を表明。
2015年9月6日開催のUEFA EURO 2016予選・オランダ代表戦で初ゴール。

### ゴール
2016年5月16日現在.
| #  | 開催日       | 会場             | 対戦国   | スコア | 結果 | 試合概要           |
| -- | ------------ | ---------------- | -------- | ------ | ---- | ------------------ |
| 1. | 2015年9月6日 | トルク・アレーナ | オランダ | 1-0    | 3-0  | UEFA EURO 2016予選 |

## 人物
両親はトラブゾン出身の移民で、二人兄弟の末っ子である。父親は食料品の卸売りで生計を立てていた。

## タイトル

### クラブ
アーセナル
- プレミアアカデミーリーグ: 2008–09, 2009–10
- FAユースカップ: 2008–09[2]

ベシクタシュ
- スュペル・リグ: 2015–16[19], 2016–17, 2020–21
- テュルキエ・クパス: 2020-21

### 代表
U-17オランダ代表
UEFA U-17欧州選手権 準優勝 - 2009